# Harold Hill
 (octobre 2021).
Si vous disposez d'ouvrages ou d'articles de référence ou si vous connaissez des sites web de qualité traitant du thème abordé ici, merci de compléter l'article en donnant les références utiles à sa vérifiabilité et en les liant à la section « Notes et références ».
Harold Hill est une ville nouvelle construite dans le district londonien de Havering après la Seconde Guerre mondiale pour accueillir les familles londoniennes destituées par les bombardements des quartiers est de la capitale.
Ce quartier populaire s'étend sur plusieurs milliers d'hectares, avec des grands espaces verts boisées. Les habitations de style HLM, individuelles et confortables, destinées aux familles modestes de l'époque, ont été vendues aux occupants pendant les années « privatisation » du gouvernement de Margaret Thatcher, créent ainsi un des plus grands lotissements privés de Londres.